# Eupithecia corroborata
Eupithecia corroborata es una especie de polilla de la familia Geometridae. La especie fue descrita por primera vez por Karl Dietze habiendo sido descrita en 1908, con distribución en Kazajistán y Rusia. Un lectotipo fue descrito en el sector Kuldja, en los alrededores de Yining. Es una polilla con marcas transversales fuertemente corroboradas y negruzcas.

## Distribución
La especie se encuentra distribuido en las montañas al sur de Siberia y en la llanura de Siberia Occidental. Ha sido descrito en las estepas y en las laderas de las montañas esteparias del norte de Kazajistán y las montañas del sur hasta Tuvá y Buriatia.